# Señorío de Armuña
El Señorío de Armuña fue un señorío español del Reino de Granada formado por los municipios de Armuña de Almanzora, Sierro, Lúcar y Suflí, por lo que sus propietarios se titulaban "Señores de Armuña, Lúcar, el Sierro y Suflí".
Este señorío fue concedido en el siglo XVI por los Reyes Católicos tras la Guerra de Granada a Alonso de Aguilar, VI Señor de Aguilar y comprendía los pueblos de Armuña de Almanzora, Sierro, Lúcar y Suflí.  El señorío pasó una rama menor de la Casa de Aguilar cuando el VI señor de Aguilar fundó sobre él un mayorazgo, en favor de su segundogénito Francisco Fernández de Córdoba, hermano del I marqués de Priego. En 1624 le fue concedido el Marquesado de Armuña a Diego Fernández de Córdoba, pasando el mayorazgo en el siglo XVIII al Marquesado de Ariza.